# Monumentul doctorului Clunet

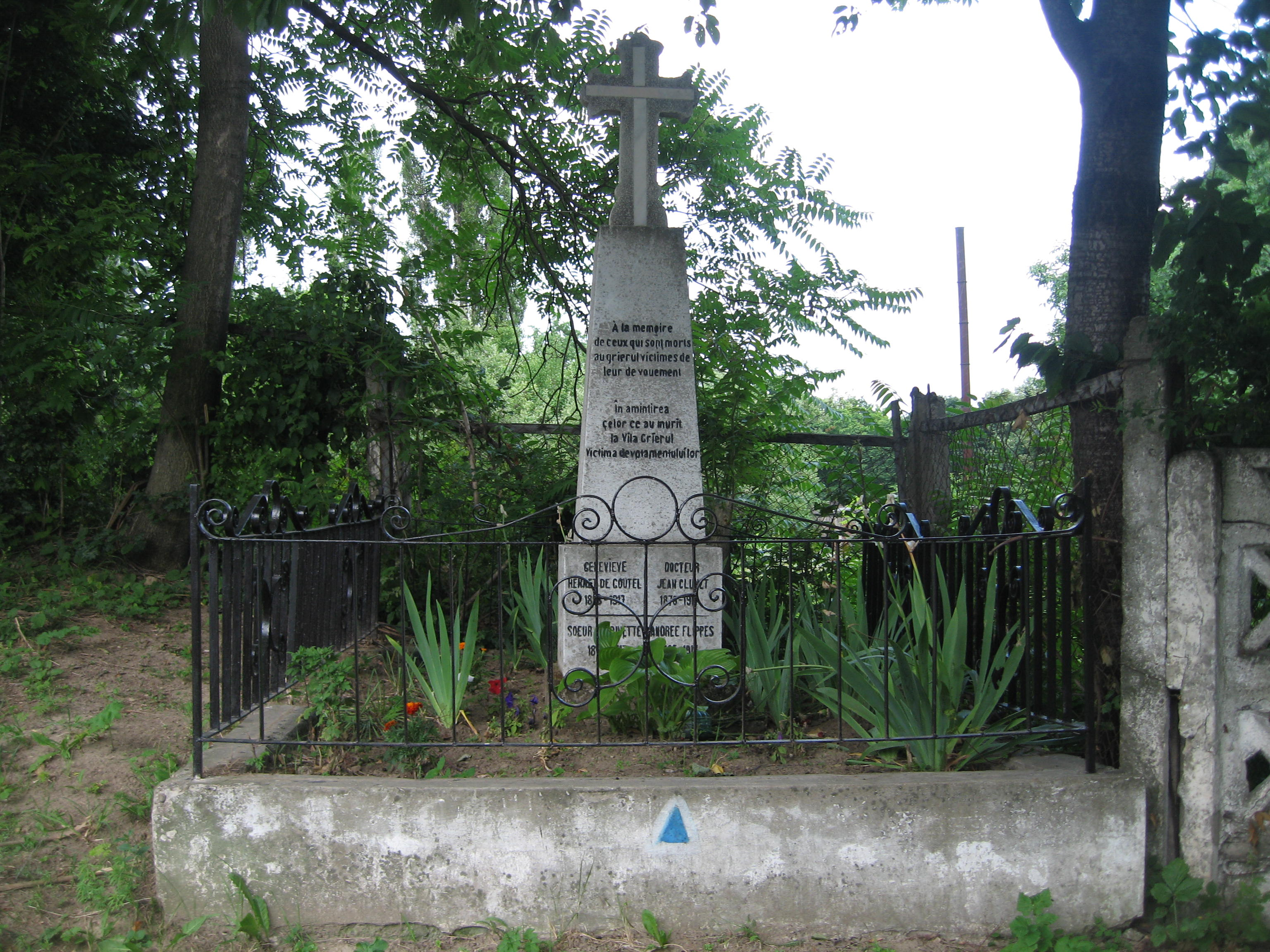
Monumentul doctorului Clunet din Bucium

Monumentul doctorului Clunet este un monument construit în satul Bucium (astăzi cartier al municipiului Iași) și dedicat memoriei doctorului Jean Clunet (1878-1917) și altor trei eroi francezi care au murit la Iași în primul război mondial, „victime ale devotamentului lor”. Monumentul se află în fața Spitalului de Pneumoftiziologie „Dr. Clunet” din Iași.

## Istoric
În anii 1916-1917, doctorul Clunet a făcut parte din Misiunea Militară Franceză trimisă în România pentru a acorda asistență de specialitate, fiind medic-șef al Spitalului de Boli Infecțioase din București. Împreună cu dr. Imbert, el a publicat articole în presa vremii, în care a dus o campanie de educare sanitară a populației în ceea ce privește câteva aspecte esențiale, cum ar fi contaminarea cu tifos exantematic și tratarea acestei boli.
În anii grei ai anului 1917, când Regele, Guvernul și Parlamentul României se refugiaseră la Iași părăsind Bucureștiul ocupat de armatele Puterilor Centrale, peste Moldova s-a abătut o epidemie de tifos exantematic, boală cauzată de mizerie și inaniție. Din cauza ei, mii de români au murit.
Pentru a înțelege amploarea fenomenului, trebuie precizat că în februarie 1917 cele 5.000 de paturi ale spitalelor din Iași găzduiau un număr de 11.000 bolnavi. Oamenii mureau în număr mare, mulți dintre ei neputând fi îngrijiți și fiind aruncați apoi în gropi comune, fără sicrie sau o slujbă religioasă. În unele sate a pierit întreaga populație, iar la Regimentul 5 Roșiori caii au trebuit să fie repartizați altor unități pentru că nu mai exista niciun soldat care să-i îngrijească.
Pe lângă oamenii care mureau de tifos, au căzut pradă epidemiei și unii medici și așa puțini la număr, murind astfel nu mai puțin de 250 de medici și peste 1.000 de sanitari. Printre cei care au căzut la datorie în lupta cu epidemia care ucisese un număr mare de bolnavi de tifos se numără și doctorul Jean Clunet din Misiunea Militară Franceză. 
Refugiat și el la Iași, în decembrie 1916, doctorul Clunet a înființat un spital de campanie la Vila „Greierul” din Bucium (satul Bucium se afla pe atunci la 9 kilometri de Iași iar vila era proprietatea avocatului Vasile Sculy Logothetides, fratele lui Leon Sculy Logothetides, profesor la Facultatea de Medicină), unde îngrijea bolnavii de tifos, împreună cu 3 asistente de la „Societatea pentru ajutorarea militarilor răniți” și 10 călugărițe de la Congregația Sfântul Vincent de Paul. 
Doctorul Clunet a căzut și el pradă epidemiei în primăvara aceluiași an, împreună cu o parte din personalul clinicii conduse de el. Înainte de a muri, dr. Clunet a cerut să fie înmormântat lângă spitalul înființat de el la Bucium, alături de două asistente medicale - Andrée Flippes (1885-1917) și Geneviève Hennet de Goutel (1888-1917) și de o soră de caritate - Soeur Antoinette (1848-1917), „toți reuniți pentru durerea familiilor și căzuți pe pământ străin pentru gloria Franței”, după cum scria istoricul Constantin Kirițescu.
Pe locul unde au fost înmormântați a fost ridicat un monument de piatră în formă de cruce de către sculptorul funerar Salvador Scutari (1880-1932). Pe soclul monumentului au fost săpate în piatră următoarele cuvinte în franceză (À la memorie de ceux qui sont morts au grierul victimes de leur devouement) și în română (În amintirea celor ce au murit la Vila grierul Victima devotamentului lor). Mai jos, la baza soclului este un pătrat tăiat în patru părți egale pe care sunt înscrise numele și anii de viață ai celor îngropați acolo. Monumentul este amplasat în mijlocul mormântului, iar numele scrise în pătratul tăiat indică poziția în care au fost înmormântați.
Ca o apreciere a devotamentului său, clinica din Bucium a Spitalului de Pneumoftiziologie Iași poartă numele „Dr. Clunet”. De asemenea, numele său este purtat și de o stradă din cartierul bucureștean Cotroceni.

## Fotogalerie

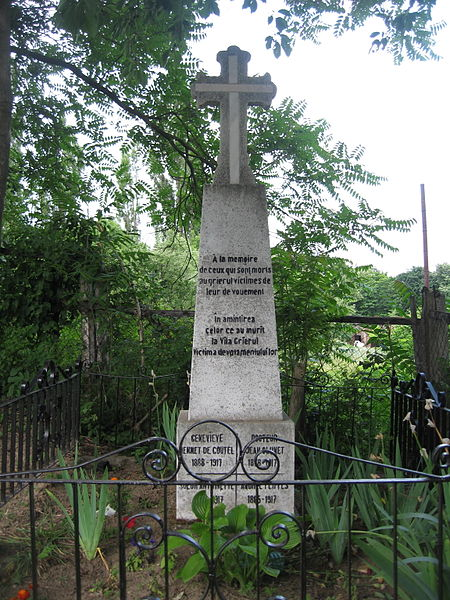
Monumentul doctorului Clunet